# Michel-Eugène Chevreul
Pour les articles homonymes, voir Chevreul.
Michel-Eugène Chevreul, né le 31 août 1786 à Angers et mort le 9 avril 1889 à Paris 5e, est un chimiste français connu pour son travail sur les acides gras, la saponification, la découverte de la stéarine. Ces travaux lui valurent la médaille Copley en 1857.
Nommé en 1813 directeur de la manufacture des Gobelins, il appuya le travail de teinture sur des recherches sur la perception des couleurs. Il expose dans son ouvrage De la loi du contraste simultané des couleurs des principes qui influencèrent durablement les artistes peintres. Il est aussi le concepteur d'un atlas de couleurs indexé sur les raies de Fraunhofer.

## Biographie
Michel-Eugène Chevreul naît le 31 août 1786 à Angers. Son acte de naissance indique que son père Michel Chevreul (1754–1845), un grand-père et l'un de ses oncles sont tous trois chirurgiens.
En 1803, à dix-sept ans, il entre au laboratoire du chimiste Nicolas Louis Vauquelin à Paris. Il devient ensuite son assistant au Muséum national d'histoire naturelle, au Jardin des Plantes de Paris. En 1813 il est nommé professeur de chimie au lycée Charlemagne, puis directeur de la Manufacture nationale des Gobelins, où il mène ses recherches sur les contrastes des couleurs et s'intéresse aux teintures comme l'indigo. En 1814, il décline une invitation de l'empereur de Russie d'aller enseigner à Saint-Pétersbourg. Le 28 juillet 1818, il épouse Sophie Davalet (1794-1862) avec qui il aura un fils ; Henri Chevreul (1819-1889). En 1826 il devient membre de l'Académie des sciences ; la même année, il est élu membre étranger de la Royal Society de Londres, dont il reçoit la médaille Copley en 1857. Il succède à son maître Vauquelin comme professeur de chimie organique au Muséum en 1830, et dirigera cet établissement sept fois entre 1836 et 1863 puis, sans interruption entre 1864 et 1879. Il en abandonne la direction en 1879 tout en conservant sa chaire. Il préside pendant plus de quarante ans le Comité consultatif des arts et manufactures où il expertise la pollution industrielle.

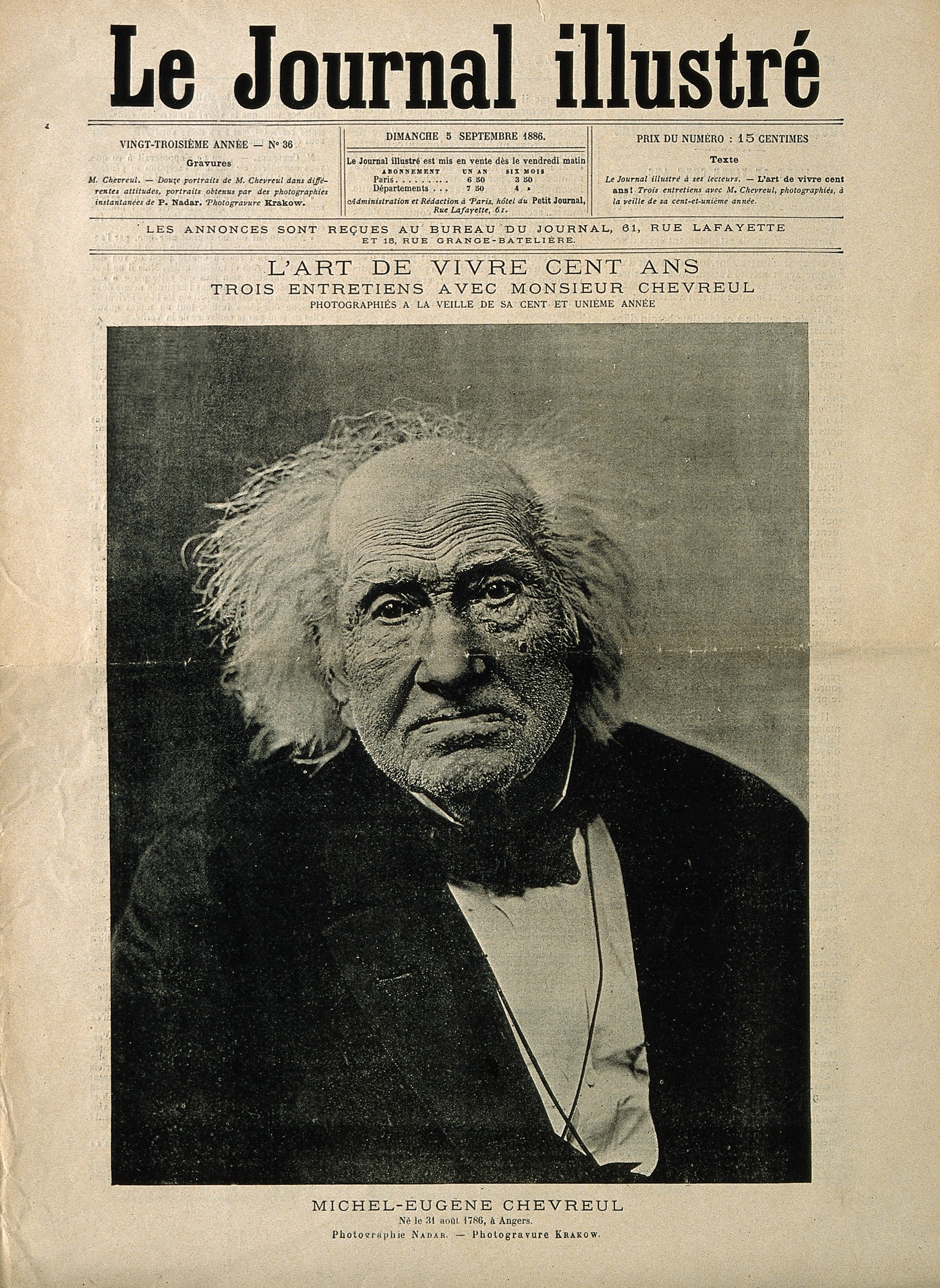
Chevreul photographié par Nadar et son fils en une du Journal illustré à l'occasion de son centenaire.

Son centenaire en 1886 est célébré comme événement national, et une médaille de bronze doré est frappée à cette occasion. Nadar et son fils Paul Tournachon réalisent une série de photos et publient un entretien avec Chevreul le 5 septembre 1886 dans Le Journal illustré, qui constituera le premier reportage photographique de l'histoire. Chevreul reçoit alors des messages de félicitations de nombreux monarques et chefs d'État, dont la reine Victoria. Trois ans après, il figure parmi les 72 savants honorés sur la tour Eiffel, dont il était, avec Hippolyte Fizeau, l'un des deux derniers survivants lors de l'inauguration, le 31 mars 1889.
Il entame l'étude des effets du vieillissement sur le corps humain peu avant sa mort survenue à l'âge de 102 ans, le 9 avril 1889 à Paris. Il reçoit des funérailles nationales. Il repose au cimetière de L'Haÿ-les-Roses, dont il a été maire de 1851 à 1864.

## Décoration
- Grand-croix de la Légion d'honneur (1875)
- Commandeur grand-croix de l'ordre royal de l'Étoile polaire
- Grand-croix de l'Ordre impérial de la Rose (Brésil)
- Chevalier de l'ordre de Dannebrog

## Travaux

### Chimie
En 1813, il isole l'acide margarique, qu'il nomme ainsi d'après les dépôts en perles (du grec [μαργαριτάρι] : margarites) qu'il forme. On pense alors que l'acide margarique est l'un des trois acides gras qui entrent dans la composition de la plupart des matières grasses animales, les deux autres étant l'acide oléique et l'acide stéarique. En 1853, Wilhelm Heinrich Heintz découvrira que l'acide margarique n'est, en fait, qu'une composition d'acide stéarique et de l'acide palmitique, inconnu jusqu'alors.
Chevreul publie en 1823 Recherches chimiques sur les corps gras d'origine animale, dans lequel il explique la réaction de saponification et la composition de la stéarine. Il démontre que les corps gras sont formés d'une combinaison entre le glycérol et des acides gras. Il isole les acides stéariques et oléiques, auxquels il donne leur nom. Ces travaux conduisent au remplacement des chandelles par des bougies stéariques se consumant mieux et de fait produisant plus de lumière, moins de fumée et pratiquement plus d'odeurs incommodantes.
Il étudie les substances colorantes et isole la lutéoline, un colorant jaune flavonoïde, dans la teinture de gaude[réf. souhaitée].

### Couleurs
Dans le domaine de la vision des couleurs, Chevreul s'est fait connaître des peintres pour sa loi du contraste simultané des couleurs, qui a exercé une influence considérable jusqu'à la fin du XIXe siècle au moins, soit directement, soit par l'intermédiaire de Charles Blanc.
Directeur de la manufacture des Gobelins, il est saisi des plaintes de teinturiers qui observent que certaines teintures ne donnent pas la nuance qu'on en attend. Il vérifie d'abord que certaines teintures ne sont pas chimiquement stables. Mais surtout, il conclut de ses expérimentations que les problèmes les plus délicats ne sont de nature ni chimique, ni physique : ce ne sont pas les pigments qui sont en cause, mais la vision des couleurs quand des surfaces distinctes colorées différemment se trouvent à proximité. Prieur avait déjà abordé la question en 1805. Chevreul décide de traiter le problème selon la méthode scientifique ; dès 1828, il publie un mémoire, développé en 750 pages en 1839 : De la loi du contraste simultané des couleurs et de l'assortiment des objets colorés. Il y montre qu'une couleur influence une couleur avoisinante : un même ton semble plus clair s'il est sur un fond plus sombre, les complémentaires se rendent plus vives mutuellement et les couleurs non complémentaires s'éloignent en ton. Ainsi, un jaune placé près d'un vert semble plus rouge, comme si on l'avait mélangé à un pourpre, complémentaire du vert ; la même teinte, placée près d'un rouge, tirera vers le jaune-vert. Le très long et touffu ouvrage de Chevreul sera peu lu, mais les leçons qu'il donne aux professionnels chaque semaine sont bien fréquentées. Édouard Charton en donne un compte rendu synthétique dans le Magasin Pittoresque. On suppose que sa loi était connue d'Eugène Delacroix ; elle marqua à travers l'interprétation qu'en fit Charles Blanc les écoles artistiques comme l'impressionnisme, le néo-impressionnisme de Georges Seurat et le cubisme orphique, ou plus directement le simultanéisme.
Chevreul développe, au cours de ces recherches, un système de classification rationnelle des couleurs de teinture des laines des Gobelins, d'où dérive le système qui y est utilisé de nos jours. Dans son Exposé de 1861, il propose un classement universel basé sur un cercle chromatique de 72 secteurs visant à un écart de couleur régulier des teintes pleines, sur la notion de clarté, modifiée en ajoutant du blanc ou du noir à la teinte de base pour obtenir l'un des 20 niveaux, et sur une préfiguration de celle de la saturation des couleurs, obtenu en ajoutant du noir ou du blanc, selon le cas, pour rabattre (griser) la teinte sur une échelle de 10. Au total, le système définit 14 400 coloris plus les 11 nuances achromatiques du blanc au noir. Tributaire de l'état des sciences et des techniques de son époque, le système s'établit à partir des jugements de l'œil expert des professionnels de l'atelier de teinture des Gobelins et de l'assistance d'Antoine Becquerel.

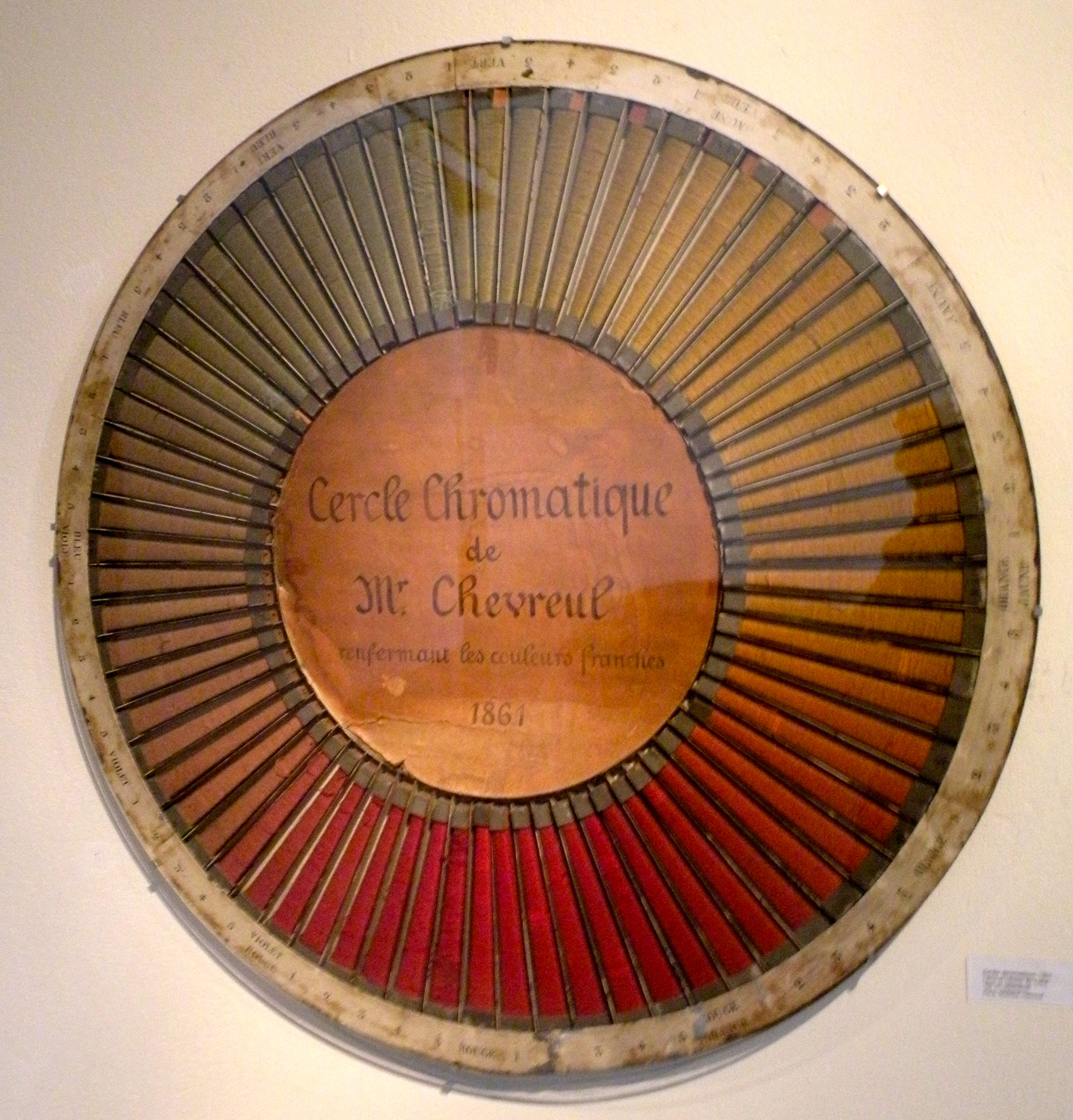
Cercle chromatique de Chevreul mis au point pour les manufactures nationales de tapisseries et tapis.
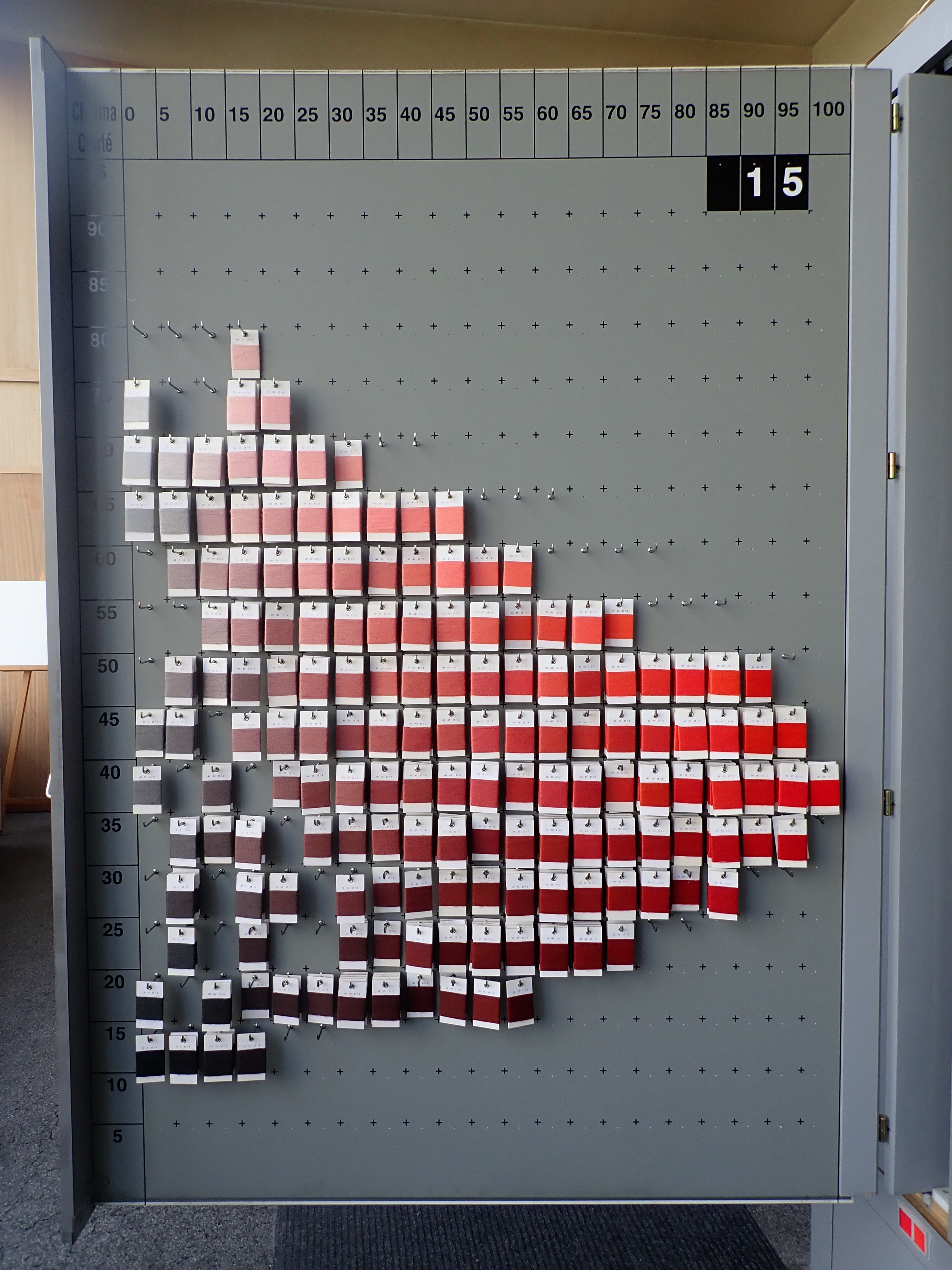
Nuancier des Manufactures nationales des Gobelins et Beauvais, héritier des travaux de Chevreul et de l'atelier de teinture, en 2018.
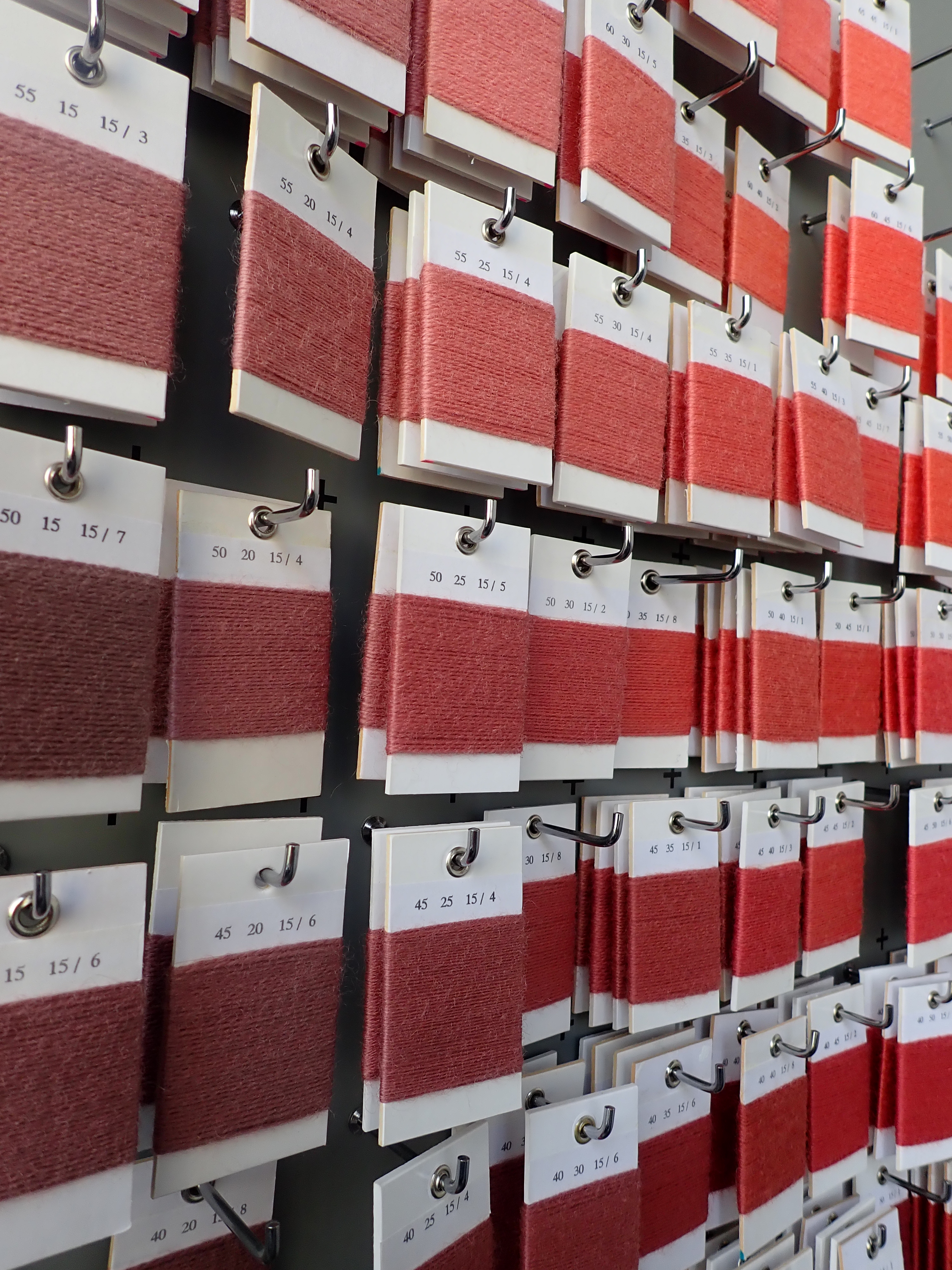
Nuancier des manufactures nationales des Gobelins et de Beauvais en 2018.
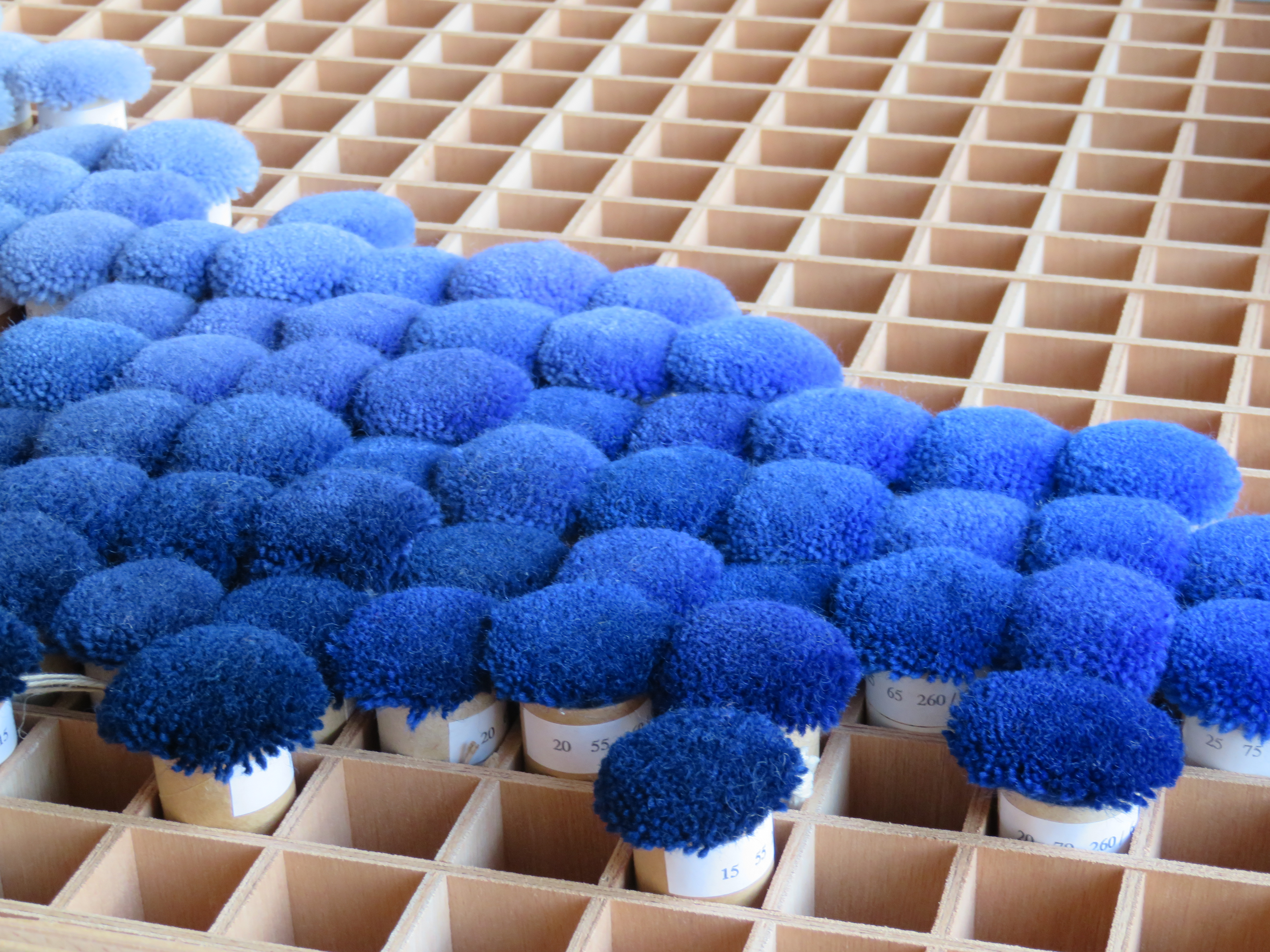
Nuancier des manufactures nationales destiné aux tapis de la Savonnerie en 2018.

### Méthode

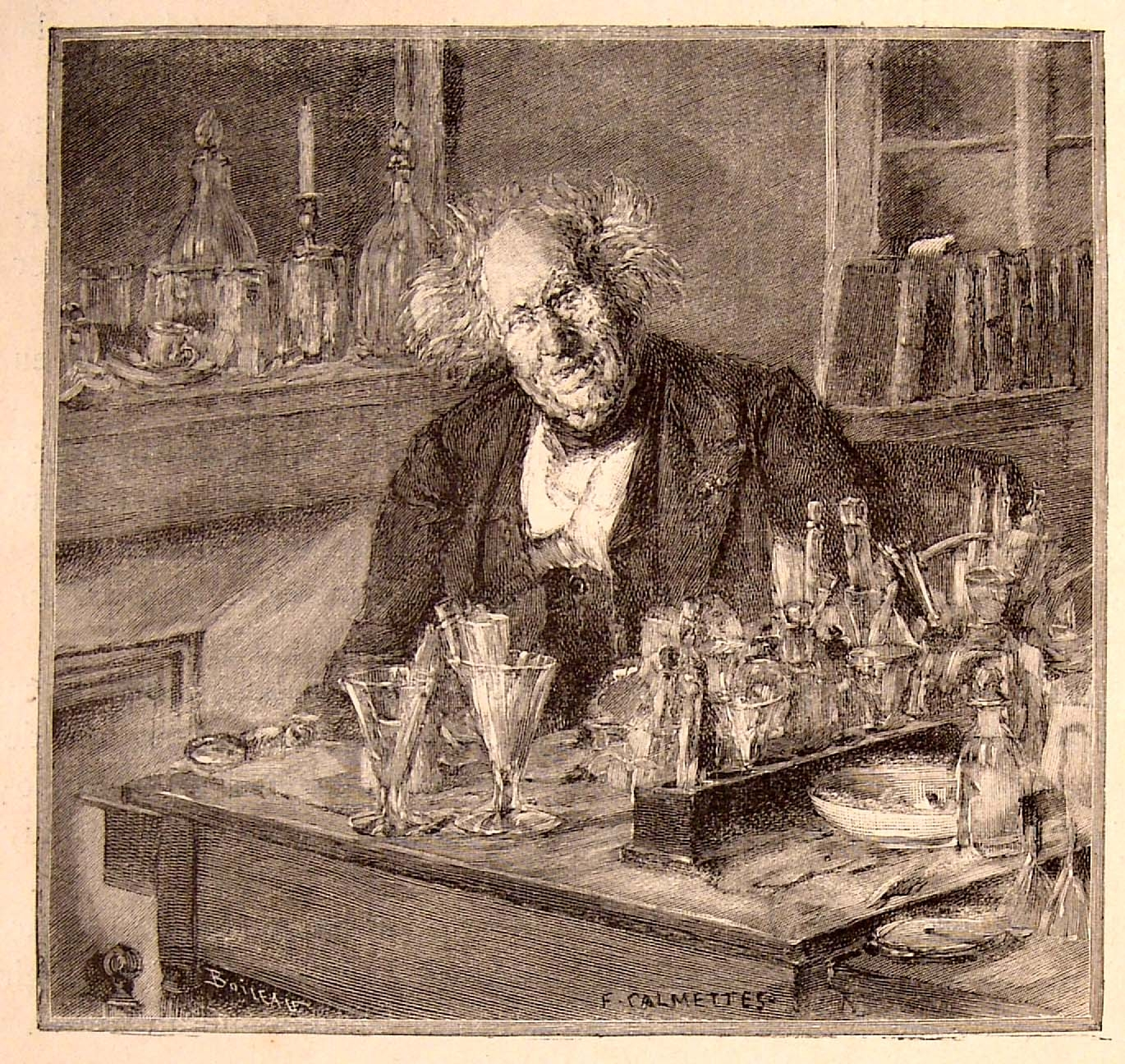
Chevreul dans son laboratoire (v. 1889).

Dans le domaine de la méthode scientifique, Chevreul se place à contre-courant du positivisme, qui dominera la fin de son siècle. Il remarque que les observations dépendent de l'idée ou de l'hypothèse préconçues et défend la méthode expérimentale a posteriori, à laquelle il consacre non seulement des parties importantes de chacun de ses ouvrages, mais aussi quatre livres, les Lettres à Villemain sur la définition du mot « fait » en 1856, De l'abstraction en 1864, De la méthode a posteriori expérimentale en 1870 et D'une erreur très fréquente en 1871.

### Opinions religieuses
Dans les querelles entre catholicisme et libre pensée du début du XXe siècle, Chevreul sert d'exemple aux deux parties. « Disciple de Voltaire », Chevreul a abandonné dès sa jeunesse toute pratique religieuse. Cela ne l'empêche pas de considérer l'athéisme comme contraire à la méthode scientifique. Passé cent ans, il reprend contact avec la religion catholique, dans laquelle il a été élevé, reçoit la communion et se déclare publiquement catholique. Des écrivains catholiques donnent une certaine publicité à cette « conversion » (J.M.A), qui est plutôt une tardive reprise de contact avec l'Église. On lui a reproché d'avoir mêlé à son Histoire des connaissances chimiques des considérations religieuses ; dans la plupart des occasions, ses opinions religieuses ne semblent pas avoir influencé ses travaux, ni ses investigations scientifiques ses opinions.
Il s'oppose à ce qu'on appelle le spiritualisme moderne, populaire à l'époque, et qu'il considère comme du charlatanisme (De la baguette divinatoire, du pendule dit explorateur et des tables tournantes, au point de vue de l'histoire de la critique et de la méthode expérimentale, 1854).

## Publications
- Recherches chimiques sur les corps gras d'origine animale, 1823 ;
- Mémoire sur l'influence que deux couleurs peuvent avoir l'une sur l'autre quand on les voit simultanément : lu à l'Académie des sciences, le 7 avril 1828, Paris, 1828 (lire en ligne) ;
- De la loi du contraste simultané des couleurs et de l'assortiment des objets colorés considérés d'après cette loi dans ses rapports avec la peinture, les tapisseries des Gobelins, les tapisseries de Beauvais pour meubles, les tapis, la mosaïque, les vitraux colorés, l'impression des étoffes, l'imprimerie, l'enluminure, la décoration des édifices, l'habillement et l'horticulture, Paris, Pitois-Levrault, 1839 (lire en ligne) ; réédité par son fils De la loi du contraste simultané des couleurs, 1889 (lire en ligne).
- De la baguette divinatoire, du pendule dit explorateur et des tables tournantes, au point de vue de l'histoire de la critique et de la méthode expérimentale, 1854 (lire en ligne) ;
- « Recherches expérimentales sur la peinture à l'huile », dans Mémoires de l'Académie des Sciences de l'Institut de France, t. XXII, Paris, Gauthier-Villars, 1850 (lire en ligne) ;
- Cercles chromatiques de M. E. Chevreul : reproduits au moyen de la chromocalcographie, gravure et impression en taille douce combinées, Paris, Digeon, 1855 (lire en ligne) ;
- Lettres adressées à M. Villemain sur la méthode en général et sur la définition du mot fait, Paris, Garnier Frères Libraires Éditeurs, 1856 ;
- « Exposé d'un moyen de définir et de nommer les couleurs d'après une méthode précise et expérimentale, avec l'application de ce moyen à la définition des couleurs d'un grand nombre de corps naturels et de produits artificiels », Mémoires de l'Académie des sciences de l'Institut de France, t. 33,‎ 1861 (lire en ligne) ;
- De l'abstraction considérée relativement aux beaux-arts et à la littérature : quatrième partie d'un ouvrage intitulé "De l'abstraction considérée comme élément des connaissances humaines dans la recherche de la vérité absolue, Dijon, J.-E. Rabutot, 1864 (lire en ligne) ;
- Histoire des connaissance chimiques, Paris, Guérin, 1866 ;
- De la méthode a posteriori expérimentale et de la généralité de ses applications, Paris, 1870 (lire en ligne) ;
- Distractions d'un membre de l'Académie des sciences de l'Institut de France, directeur du Muséum d'histoire naturelle, lorsque le roi de Prusse assiégeait Paris, Paris, 1871 (lire en ligne) ;
- D'une erreur de raisonnement très fréquente dans les sciences du ressort de la philosophie naturelle, 1871 (lire en ligne) ;
- « Complément des études sur la vision des couleurs », dans Mémoires de l'Académie des Sciences de l'Institut de France, t. XLI, deuxième série, Paris, Firmin Didot, 1879 ;
- Mémoire sur la vision des couleurs matérielles en mouvement de rotation et des vitesses numériques de cercles dont une moitié diamétrale est colorée et l'autre blanche, vitesses correspondant à trois périodes de leur mouvement à partir de l'extrême vitesse jusqu'au repos, 1882.

## Mémoire
- En 1901 une statue lui est érigée dans l'enceinte du Muséum, qu'il a servi tant d'années. Derrière la statue, une allée du Jardin des Plantes porte son nom : elle dessert l'immeuble dans lequel il vivait, 61 rue Cuvier (la « maison de Chevreul »), qui abrite aujourd'hui des laboratoires du Muséum.
- À Angers, l'École des arts et métiers lui fond un bronze en 1893 ; il est à l'entrée du Jardin des plantes.

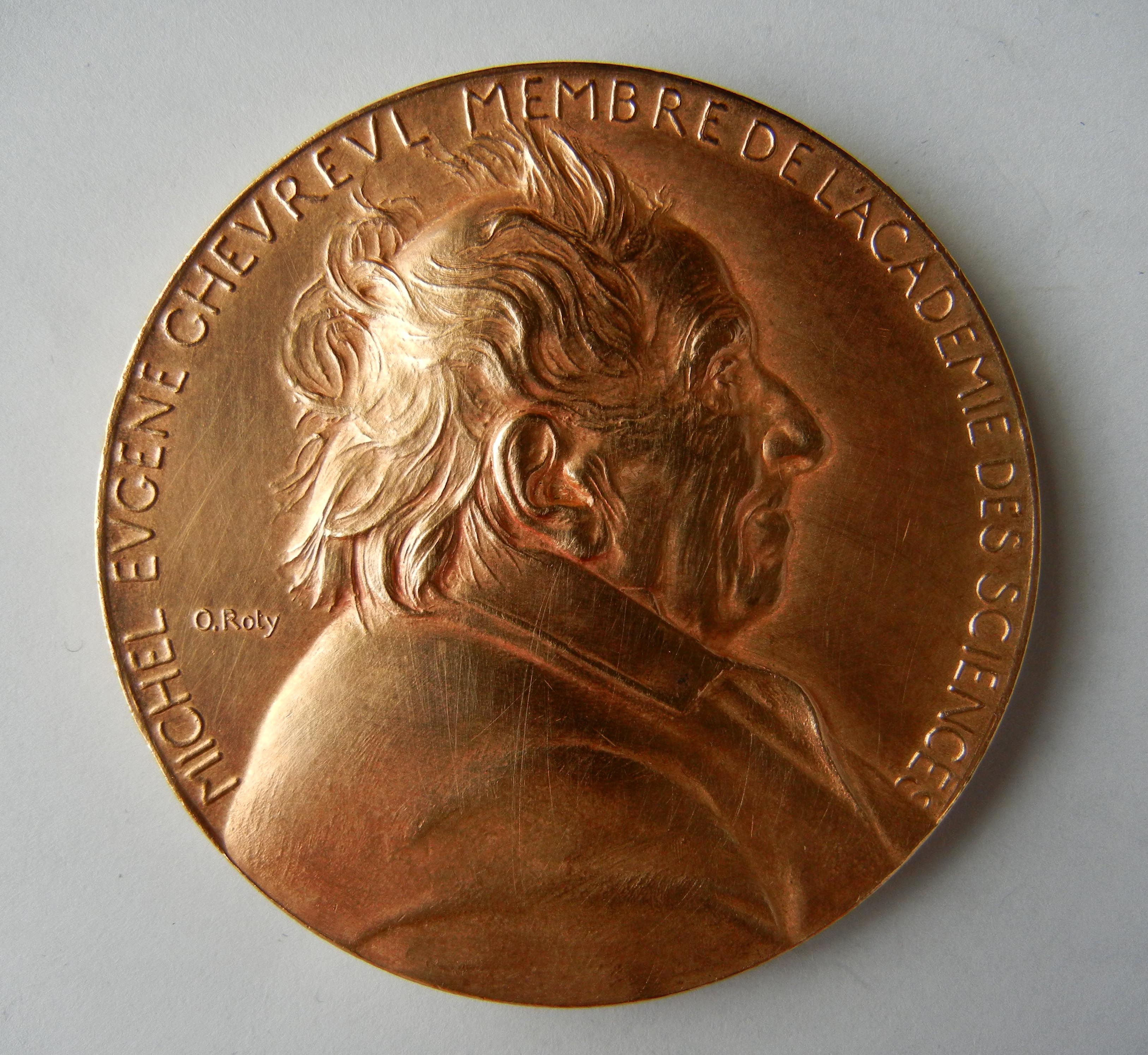
Médaille Centenaire français de la naissance de Michel Eugène Chevreul (1886). Graveur : Oscar Roty (1846-1911). Avers.
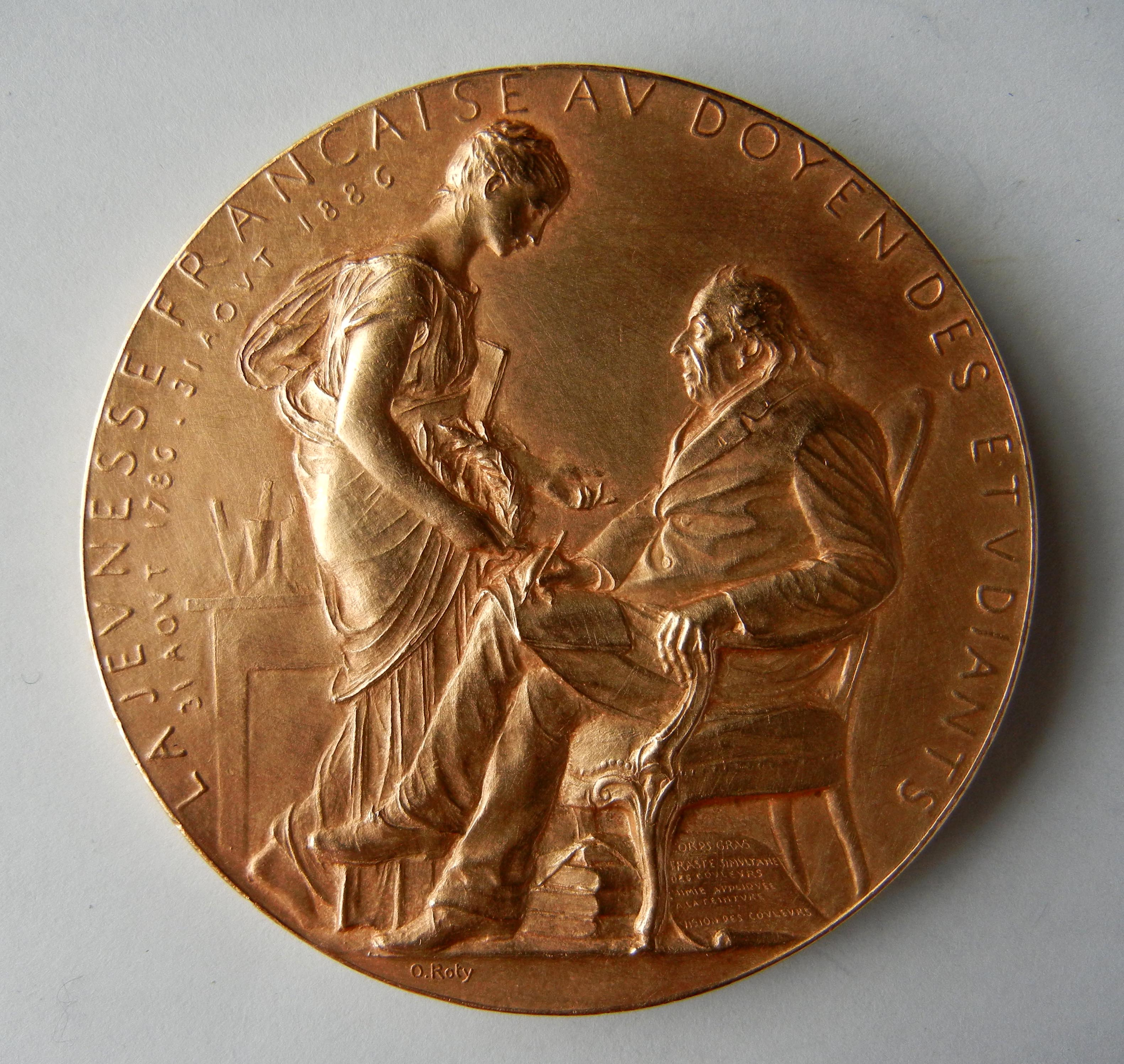
Médaille Centenaire français de la naissance de Michel Eugène Chevreul (1886). Graveur : Oscar Roty (1846-1911). Revers.
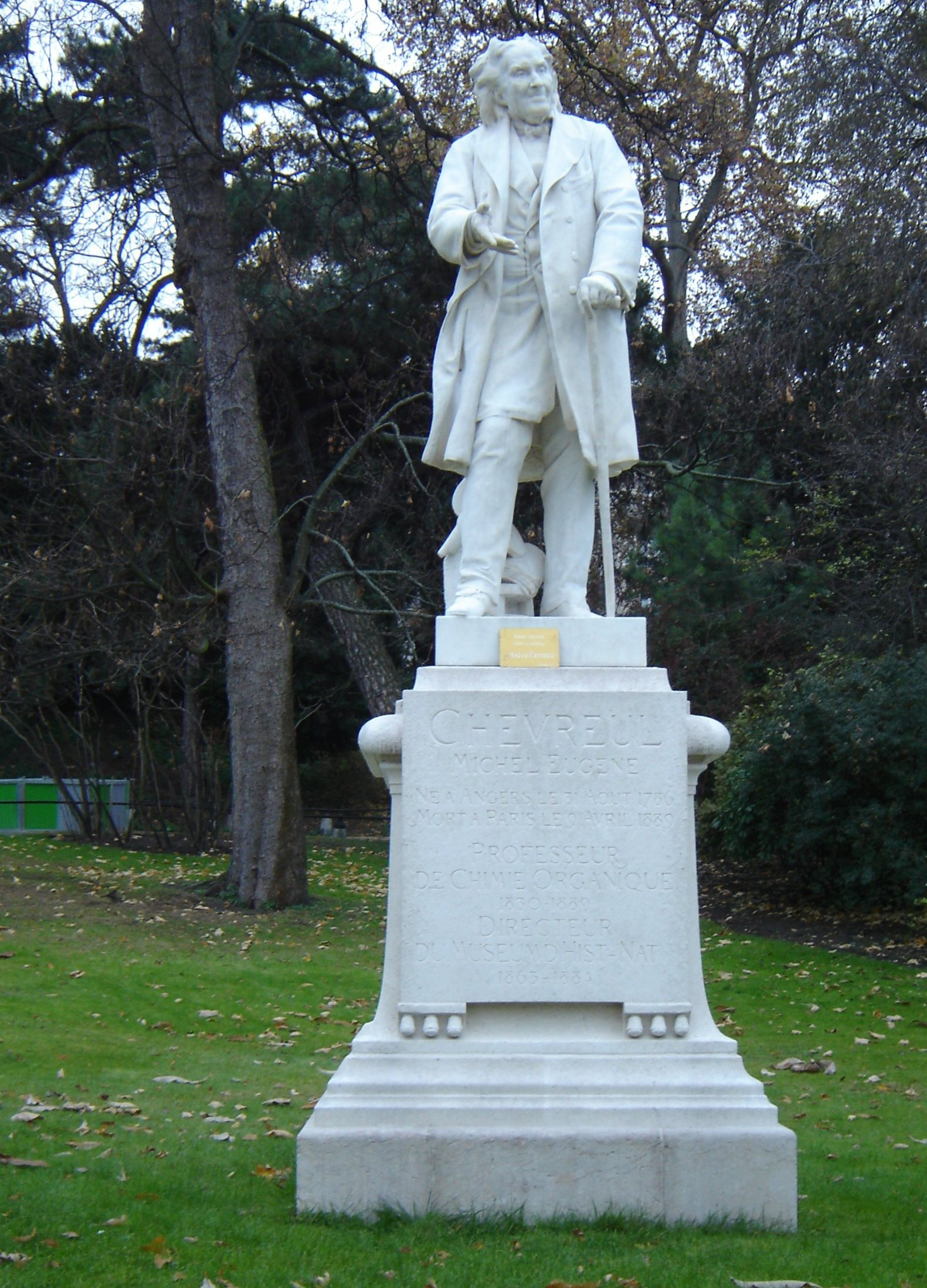
Statue de Michel Eugène Chevreul au Jardin des plantes à Paris.